# Oosterdiep
Het Oosterdiep is een voormalig kanaalwaterschap in de provincie Groningen.
Het waterschap lag ten oosten van Veendam en besloeg de gebieden van de waterschappen de Boven-Ooster, Midden-Ooster, de Verbetering, de Eendracht en Korte Akkers en de onbemalen gronden gronden in het Egypteneinde. Het schap had als taak het kanaal het Oosterdiep ten noorden het Wildervankster Participantenverlaat te onderhouden. Behalve dit kanaal onderhield het ook de Kromme- of Tibbenwijk, waarlangs een gebied van 25 ha afwaterde dat ingesloten was door de waterschappen Midden-Ooster en Eendracht en Korte Akkers. 
Op de bij de Geertsema behorende kaart staat wel het kanaal, maar niet het bijbehorende gebied ingetekend.
Waterstaatkundig gezien ligt het gebied sinds 2000 binnen dat van het waterschap Hunze en Aa's.